# 缇骑
缇骑是指古代貴官出行的前後隨行的紅衣騎士，後為逮治犯人的禁卫軍差役的通称，現代許多影視劇中將缇骑描寫為女性的锦衣卫，並無根據來源，僅是劇情需要的杜撰。
漢朝的執金吾擁有缇骑士兵二百名，因穿著橘紅色衣裝，故稱緹騎，《后汉书·百官志四》載：“执金吾一人，中二千石……丞一人，比千石。缇骑二百人。”
明代锦衣卫校尉雅稱為緹騎，张溥：“缇骑按剑而前。” 清朝孔尚任《桃花扇·草檄》：“ 三山街 ，缇骑狠，骤飞来，似鹰隼。”